# العلاقات البوروندية النيكاراغوية
العلاقات البوروندية النيكاراغوية هي العلاقات الثنائية التي تجمع بين بوروندي ونيكاراغوا.

## مقارنة بين البلدين
هذه مقارنة عامة ومرجعية للدولتين:
| وجه المقارنة                                              | بوروندي                                    | نيكاراغوا        |
| --------------------------------------------------------- | ------------------------------------------ | ---------------- |
| المساحة (كم2)                                             | 27.83 ألف                                  | 130.38 ألف       |
| عدد السكان (نسمة)                                         | 10.86 مليون                                | 6.22 مليون       |
| الكثافة السكانية (ن./كم²)                                 | 390.23                                     | 47.71            |
| العاصمة                                                   | بوجومبورا، جيتيغا                          | ماناغوا          |
| اللغة الرسمية                                             | اللغة الكيروندية، لغة فرنسية، لغة إنجليزية | اللغة الإسبانية  |
| العملة                                                    | فرنك بوروندي                               | كوردبا نيكاراغوا |
| الناتج المحلي الإجمالي (بليون دولار)                      | 3.48 مليار                                 | 13.81 مليار      |
| الناتج المحلي الإجمالي (تعادل القوة الشرائية) بليون دولار | 8.13 مليار                                 | 31.63 مليار      |
| الناتج المحلي الإجمالي الاسمي للفرد دولار أمريكي          | 277                                        | 2.09 ألف         |
| الناتج المحلي الإجمالي للفرد دولار أمريكي                 | 77                                         | 4.92 ألف         |
| مؤشر التنمية البشرية                                      | 0.400                                      | 0.631            |
| رمز المكالمات الدولي                                      | +257                                       | +505             |
| رمز الإنترنت                                              | .bi                                        | .ni              |
| المنطقة الزمنية                                           | ت ع م+02:00                                | 00               |

## منظمات دولية مشتركة
يشترك البلدان في عضوية مجموعة من المنظمات الدولية، منها:
| علم المنظمة | اسم المنظمة                               | تاريخ انضمام بوروندي | تاريخ انضمام نيكاراغوا |
| ----------- | ----------------------------------------- | -------------------- | ---------------------- |
|             | مؤسسة التنمية الدولية                     | 28 سبتمبر 1963       | 30 ديسمبر 1960         |
|             | يونسكو                                    | 16 نوفمبر 1962       | 22 فبراير 1952         |
|             | وكالة ضمان الاستثمار متعدد الأطراف        | 10 مارس 1998         | 12 يونيو 1992          |
|             | الأمم المتحدة                             | 18 سبتمبر 1962       | 24 أكتوبر 1945         |
|             | الاتحاد البريدي العالمي                   | ?                    | ?                      |
|             | البنك الدولي للإنشاء والتعمير             | 28 سبتمبر 1963       | 14 مارس 1946           |
|             | الاتحاد الدولي للاتصالات                  | 16 فبراير 1963       | 12 مايو 1926           |
|             | منظمة حظر الأسلحة الكيميائية              | ?                    | ?                      |
|             | مؤسسة التمويل الدولية                     | 28 نوفمبر 1979       | 20 يوليو 1956          |
|             | المركز الدولي لتسوية المنازعات الاستشارية | 5 ديسمبر 1969        | 19 أبريل 1995          |
|             | منظمة التجارة العالمية                    | 23 يوليو 1995        | ?                      |
|             | منظمة الشرطة الجنائية الدولية             | ?                    | ?                      |

## وصلات خارجية
- موقع وزارة الخارجية النيكاراغوية